# Friso Wiegersma
Friso Wiegersma (Deurne, 14 de octubre de 1925-Ámsterdam, 5 de junio de 2006), conocido también bajo el seudónimo de Hugo Verhage, fue un escritor, pintor y compositor neerlandés. En 2005 fue galardonado con el Arpa de oro en honor a sus contribuciones en la cultura musical holandesa.

## Biografía
Nació en De Wieger Deurne, residencia familiar y actual museo, siendo el cuarto de cinco hijos del médico Hendrik Wiegersma, natural de Nimega, y Petronella Daniëls. Fue hermano de Pieter Wiegersma, un reconocido artista de vitrales.

### Primeros años
Vivió en Deurne durante su infancia, donde cursó la primaria. En septiembre de 1937, partió hacia Eindhoven para su educación secundaria en un colegio internado. Culminada, regresó a Deurne durante una temporada. Su familia se vio influenciada por el arte y Friso aprendió a tocar el piano. Asistió a la Escuela de Artes Aplicadas de Arnhem entre 1941 y 1944. Después de la Segunda Guerra Mundial estudió historia del arte en Ámsterdam.